# XXVII Puchar Gordona Bennetta (balonowy)
27. Puchar Gordona Bennetta – zawody balonów wolnych o Puchar Gordona Bennetta zorganizowane w 1983 roku przez Francję w Paryżu. Zawody zostały wznowione po przerwie z okazji obchodów 200. wzlotu balonem braci Montgolfier. Start nastąpił 26 czerwca 1983 roku z Place de la Concorde.

## Historia
Po wygraniu przez Polaków zawodów w 1938 roku, kolejne zawody miały odbyć się w Polsce. Planowano ich rozpoczęcie 3 września 1939 we Lwowie. 1 czerwca 1939 roku Aeroklub Rzeczypospolitej wydał regulamin zawodów. Po II wojnie światowej zawody nie zostały wznowione. W USA w latach 1979–1982 organizowane były zawody, które nazwano Gordon Bennett Race. Nie miały one patronatu FAI, ale odbywały się za jej zgodą. W pierwszych zawodach zorganizowanych w 1979 roku w Long Beach wzięła udział polska załoga: Stefan Makné i Hieronim Kosmowski na balonie Polonez.
W 1983 roku postanowiono uczcić 200 rocznicę lotu balonem przez braci Montgolfier. Zgodnie z regulaminem zawodów ich zwycięzcą zostaje załoga, która wyląduje najdalej w linii prostej od miejsca startu. W tej edycji mogły wziąć udział balony o pojemności 1200 m³. Każdy kraj mógł zgłosić 2 balony.

### Puchar
Puchar ufundowany przez Polskę w 1936 roku po zwycięstwie polskiej załogi w XXVI Pucharze Gordona Bennetta wrócił do kraju, zaginął podczas działań wojennych. Dlatego Aeroklub Polski w 1983 roku ufundował nowy puchar. Zaprojektował go Leon Machowski

## Udział Polaków
W 1983 roku reprezentacja Polski nie posiadała balonu na którym mogłaby wystartować załoga. Prezes Aeroklubu PRL gen. Władysław Hermaszewski zdobył pieniądze na nowy balon. Do jego uszycia wykorzystano pozostałości powłok pozyskanych z Aeroklubów: Białostockiego, Śląskiego i Poznańskiego. Balon uszyły zakłady Aviotex w Legionowie. Nadano mu nazwę SP-BZO Polonia. Niestety w Polsce odbył tylko jeden krótki lot i po przybyciu do Paryża okazało się, że w powłoce jest około 500 małych otworów. Zawodnicy przy wsparciu wolontariuszy musieli je wszystkie zakleić przed startem. Aeroklub PRL planował wysłać na zawody dwie drużyny. Drugą miał wystawić Studencki Klub Balonowy w Białymstoku, który posiadał własny balon. Niestety w kwietniu okazało się, że Aeroklub PRL nie ma pieniędzy na opłacenie wpisowego dla drugiej drużyny. Nie udało się zebrać na ten cel pieniędzy, ale do Paryża pojechali członkowie SKB jako ekipa techniczna. Byli to: Andrzej Ćwikła, Jerzy Czerniawski, Władysław Pohajło, Marek Matuszelański, Jan Bolesta i Jan Jagodziński.

## Uczestnicy
| Zajęte miejsce | Balon              | Pojemność | Załoga Pilot Pomocnik pilota       | Kraj              | Czas lotu [h] | Odległość [km] | Miejsce lądowania Państwo (najbliższe duże miasto) |
| -------------- | ------------------ | --------- | ---------------------------------- | ----------------- | ------------- | -------------- | -------------------------------------------------- |
| 1.             | SP-BZO Polonez     | 1200 m³   | Stefan Makné Ireneusz Cieślak      | Polska            | 36:27         | 690,00         | Offenstetten RFN (Ratyzbona)                       |
| 2.             | Rosie O'Grady      |           | Dean Stellas Robert Snow           | Stany Zjednoczone |               | 525,40         | Öhringen RFN                                       |
| 3.             | HB-BTE Circus Knie |           | Rolf Gross Peter Peterka           | Szwajcaria        |               | 347,20         | Saargemuend RFN                                    |
| 4.             | N-Old Glory        |           | Bernard Rice Robert C. Penney      | Stany Zjednoczone |               | 278,00         | Nancy Francja                                      |
| 5.             | b.d.               |           | Xavier Forest Gilles de Maureuil   | Francja           |               | 222,50         | Verdun Francja                                     |
| 6.             | b.d.               |           | Jean Crombez Jean Muchery          | Francja           |               | 171,10         | Sainte-Menehould Francja                           |
| 7.             | D-Clouth IX        |           | Franz-Josef Schellhove Helma Sjuts | RFN               |               | 118,40         | Épernay Francja                                    |
| 8.             | PH-DOM             |           | Nini Boesman Gerrit Visscher       | Holandia          |               | 69,40          | Orly Francja                                       |
| 9.             | b.d.               |           | Saburo Ichiyoshi Hiro Takamoto     | Japonia           |               | 60,90          | Doue Francja                                       |
| 10.            | b.d.               |           | Jonathan Harris N. Bosanquet       | Wielka Brytania   |               | 58,00          | Laudray                                            |
| 11.            | D-Man              |           | Jojo Maes Gottlieb Blenk           | RFN               | 2:09          | 17,00          | Gagny Francja                                      |

## Przebieg
Start zaplanowano po południu 26 czerwca 1983 roku. Zawodnicy startowali z Place de la Concorde w centrum Paryża. Start chciało zobaczyć 300 000 osób. Wystartowały 2 balony i rozpętała się burza. Pozostałe balony wystartowały po jej zakończeniu. Balon holenderski leciał tak nisko, że prawie uderzył w gmach Paryskiej Opery. W dowód wdzięczności, że nie doszło do katastrofy, załoga otrzymała karnet na przedstawienia w sezonie zimowym. Większość balonów wylądowała jeszcze przed zapadnięciem nocy. Polacy wystartowali jako ostatni o godzinie 18:09, a wylądowali 28 czerwca po 36 godzinach o 6:25 rano. Zakończenie zawodów odbyło się w paryskim ratuszu. Wziął w nim udział amerykański pilot balonowy Harvey Hubell IV. Mer Paryża nie mógł być obecny.